# オットー3世 (バイエルン公)
オットー3世（Otto III., 1261年2月11日 - 1312年9月9日）は、ヴィッテルスバッハ家の下バイエルン公（在位：1290年 - 1312年）、ハンガリー・クロアチア王（オットー（Ottó）、在位：1305年 - 1307年）。ハンガリー・クロアチア王位においてアンジュー＝シチリア家のカーロイ1世と対立した。

## 生涯
下バイエルン公ハインリヒ13世の長男としてブルクハウゼンで生まれた。母はハンガリー王ベーラ4世の娘エルジェーベト（エリーザベト）である。1290年に2人の弟ルートヴィヒ3世、シュテファン1世と共に公位を継承した（弟たちは共にオットー3世に先立って死去している）。オットー3世はハプスブルク家のローマ王アルブレヒト1世（妻の兄にあたる）に対抗して、1180年に失ったシュタイアーマルクの奪還に挑んだ。男系が断絶したアールパード朝の血を引くことからハンガリー王即位の要請を1301年に受けていたが、1305年にようやく受諾した。
1305年8月、オットーと対立していたボヘミア王ヴァーツラフ3世は、オットー3世のためにハンガリーの領有権を放棄した。ハプスブルク家のアルブレヒト1世がオーストリアを通る道を妨害していたため、オットーは商人に変装して1305年11月にブダに到着した。
その後、オットーは1305年12月6日にヴェスプレーム司教ベネディクト・ラドとチャナード司教アンタルによってセーケシュフェヘールヴァールで聖イシュトヴァーンの王冠を戴冠された。しかし、彼は統治を強化することができなかった。1306年、オットーと対立するアンジュー＝シチリア家のカーロイはエステルゴム、スピシュスキー城、ズヴォレン、その他王国北部のいくつかの要塞を占領し、翌年にはブダも占領した。1307年6月、オットー3世はトランシルヴァニアのヴォイヴォダであるカン・ラースローを訪問したが、カン・ラースローはオットーを投獄した。1307年10月10日、ラーコスの議会に出席した有力者らはカーロイを王と宣言したが、最も有力な貴族（チャク・マテ、アバ・アマデ、カン・ラースロー）も同様にカーロイを無視した。年末にカン・ラースローはオットーを釈放し、オットーは国外に出たが、トランシルヴァニアは依然として聖イシュトヴァーンの王冠をカーロイに引き渡すことを拒否しており、王冠の戴冠式がなければ王位の正当性が疑問視される可能性があった。
オットーは1308年にハンガリー王位を退位した。オーストリアやハンガリーの情勢と関わることで、オットー3世のバイエルンでの地位は弱体化し、最終的には財政問題でつまづいた。オットー3世はハンガリー史上では1301年から1310年までの空位時代の対立王とされる。
1305年から1308年までハンガリーに滞在していた間、下バイエルンは弟シュテファン1世が統治した。1310年のハプスブルク家との戦争がブルクハウゼンを壊滅させた。オットーは1312年に亡くなり、下バイエルンは息子ハインリヒ15世、およびシュテファン1世の息子ハインリヒ14世とオットー4世に継承された。ハインリヒ14世の息子ヨハン1世は最後の下バイエルン公となり、上バイエルン公から神聖ローマ皇帝となったルートヴィヒ4世によってバイエルンは一旦統合された。

## 子女
1279年1月、ローマ王ルドルフ1世の娘カタリーナと結婚したが、1282年4月4日に死別。カタリーナとの間に生まれた双子も夭折した。
1. ルドルフ（1280年）
2. ハインリヒ（1280年）

1309年5月18日、グウォグフ公ヘンリク3世の娘アグニェシュカと再婚、2人の子を儲けた。
1. アグネス（1310年 - 1360年） - オルテンブルク伯ハインリヒ4世（ドイツ語版）と結婚
2. ハインリヒ15世（1312年 - 1333年） - バイエルン公